# Prémesques
 Prémesques  es una población y comuna francesa, en la región de Norte-Paso de Calais, departamento de Norte, en el distrito de Lille y cantón de Armentières.

## Demografía
| 1268 | 1141 | 1089 | 1416 | 1922 | 1925 |
| Para los censos de 1962 a 1999 la población legal corresponde a la población sin duplicidades (Fuente: INSEE [Consultar]) |      |      |      |      |      |